# Tam tam/Questo è un po' di noi
Tam tam/Questo è un po' di noi è il primo singolo dei Tomato, pubblicato dalla Compagnia Generale del Disco nel 1985.

## Tracce
Lato A
1. Tam tam

Lato B
1. Questo è un po' di noi